# Henry Braddon

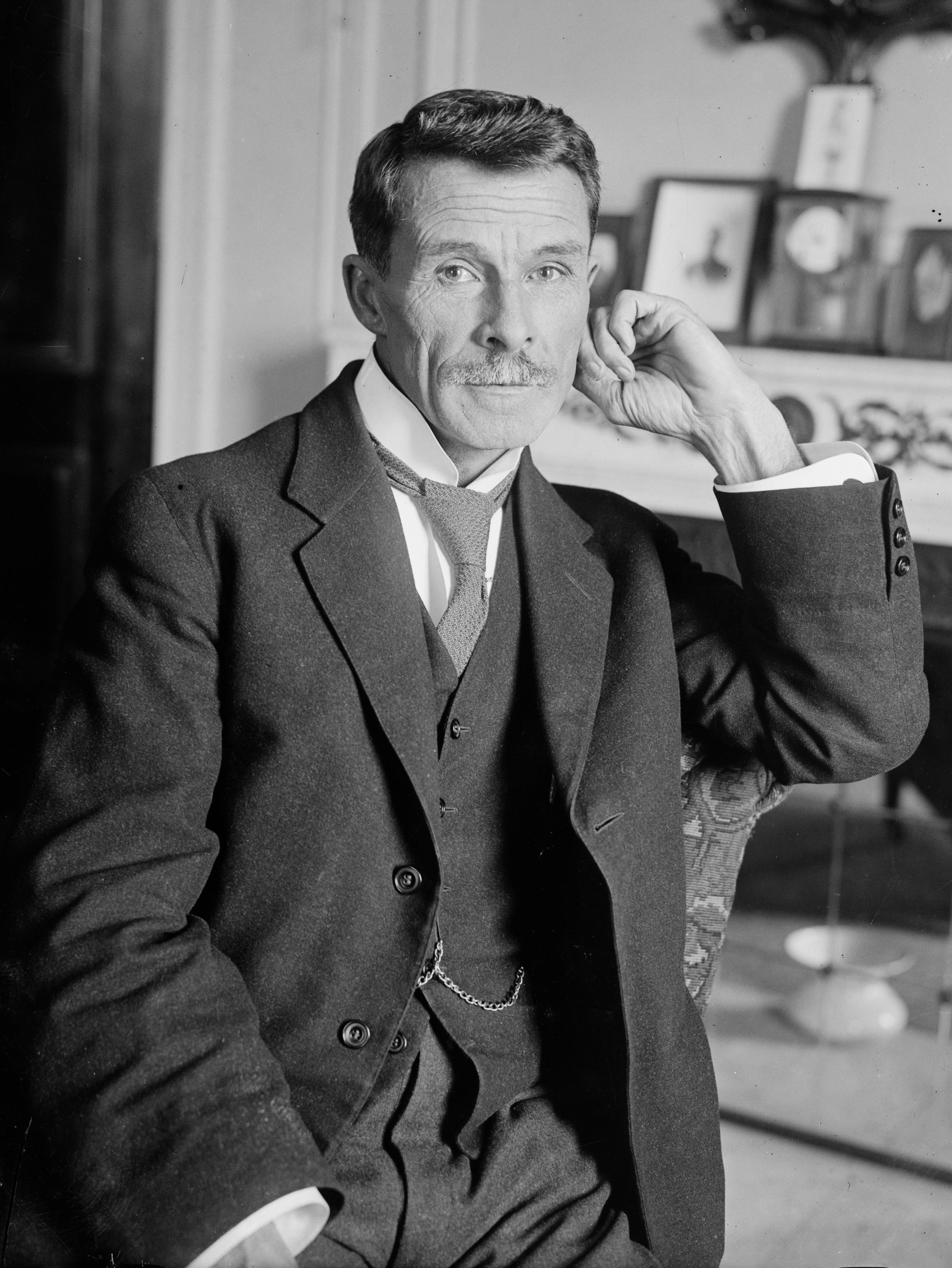
Henry Yule Braddon (1918)

Sir Henry Yule Braddon, KBE (* 27. April 1863 in Kalkutta, Britisch-Indien; † 7. September 1955 in Woollahra, New South Wales), war ein australischer Diplomat, Wirtschaftsmanager, Unternehmer und Politiker der Nationalist Party of Australia, der unter anderem zwischen 1917 und 1940 Mitglied im Parlament von New South Wales war.

## Leben

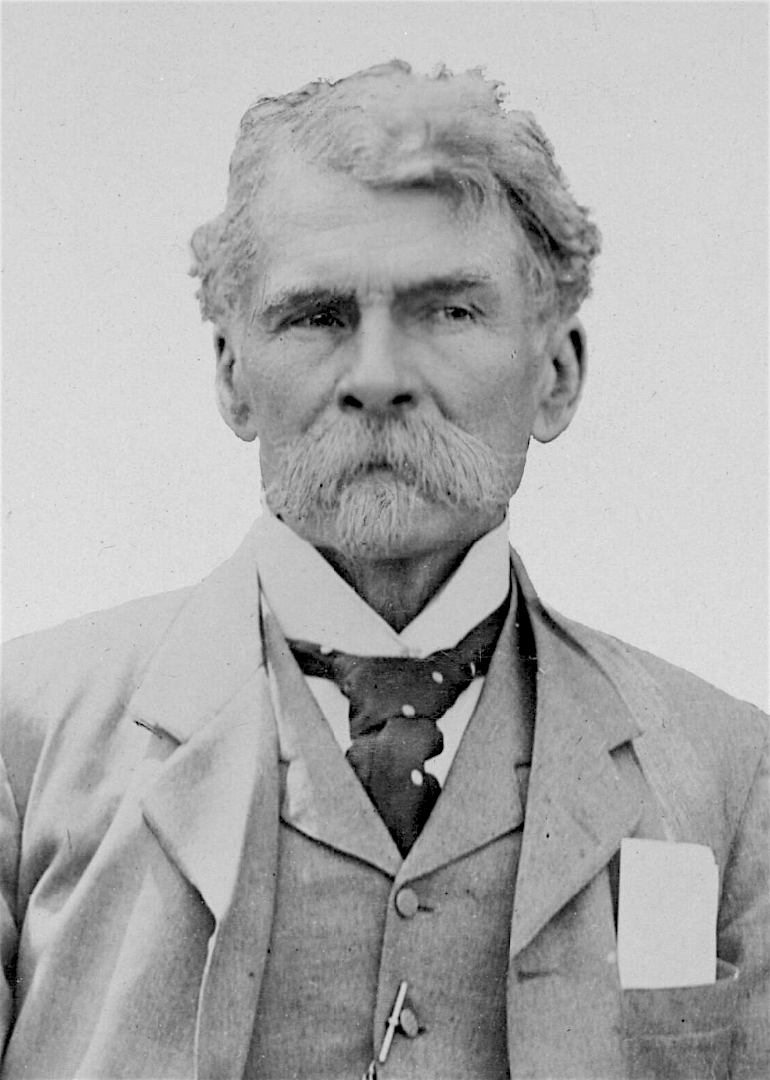
Braddons Vater Braddon Sir Edward Nicholas Coventry Braddon war Premierminister von Tasmanien sowie Mitglied des Australischen Repräsentantenhauses.

Henry Yule Braddon war der Sohn des Kolonialbeamten Sir Edward Nicholas Coventry Braddon (1829–1904), der unter anderem zwischen 1894 und 1899 Premierminister von Tasmanien sowie von 1901 bis zu seinem Tode 1904 Mitglied des Australischen Repräsentantenhauses war, und dessen Ehefrau Amy Georgina Palmer. Er selbst erhielt seine schulische Bildung von 1869 bis 1873 in Deutschland, 1874 in der Normandie sowie zuletzt von 1875 bis 1878 am 1619 gegründeten Dulwich College. Nach seiner Einreise nach Australien 1878 besuchte er die von der Church of England betriebene Launceston Church Grammar School und begann 1879 eine Tätigkeit bei der Commercial Bank of Tasmania, ehe er 1881 zur Bank of Australasia nach Invercargill in Neuseeland wechselte. 1884 wurde er Mitarbeiter der Dalgety and Company in Newcastle, ein großes pastorales und landwirtschaftliches Unternehmen, Lager- und Stationsagentur in Australien und Neuseeland, und zwanzig Jahre später 1904 erst stellvertretender Manager sowie 1906 Manager dieses Unternehmens. Daneben spielte er Rugby für Tasmanien, 1888 für New South Wales und 1892 für die australische Mannschaft gegen England, wobei er 1892 achtmal Kapitän von New South Wales war.
Braddon, der 1905 zum Friedensrichter (Justice of the Peace) ernannt wurde, war zwischen 1905 und 1907 Präsident des Arbeitgeberverbandes Employer Federation und unterrichtete von 1907 bis 1918 als Lektor in Teilzeit Geschäftsprinzipien und -praktiken an der Universität Sydney. Er war von 1912 bis 1914 Präsident der Handelskammer von Sydney sowie zwischen 1913 und 1914 erstmals auch Präsident der Vereinigten Handelskammern von Australien. 1914 wurde er als Superintendent Vorstandsvorsitzender von Dalgety and Company in Australien und behielt diese Funktion bis 1928. Daneben war er Mitglied des Vorstandes und Direktorien zahlreiche Unternehmen und Institutionen wie zum Beispiel von 1914 bis 1955 des New South Wales Board of Britain und der Foreign Fidelity Trustee Company of Australia sowie ferner zeitweilig der Mutual Life and Citizens Assurance Company Limited, der Sydney Ferries Limited, W. R Carpenter & Co Limited und der Goodyear Tyre and Rubber Company (Australia) Limited. Daneben engagierte er sich während des Ersten Weltkrieges zwischen 1914 und 1918 als Vizepräsident der Hilfsorganisation French Australian League of Help, von 1915 bis 1919 als Präsident des Citizens War Chest Committee, zwischen 1915 und 191 als Exekutivmitglied der Universal Service League sowie 1916 als Vizepräsident der Citizens Referendum Six O’Clock Association.
Henry Braddon, der zwischen 1916 und 1925 Präsident der New South Wales Rugby Union war, wurde am 17. Juli 1917 für die Nationalist Party of Australia erstmals Mitglied im Parlament von New South Wales und war zunächst ernanntes Mitglied des Legislativrates (NSW Legislative Council), des Oberhauses des Parlaments, sowie im Anschluss zwischen dem 23. April 1934 bis zum 22. April 1940 indirekt gewähltes Mitglied des Legislativrates. 
Er fungierte zwischen 1918 und 1919 als erster australischer Handelskommissar in den USA und war nach seiner Rückkehr zwischen 1919 und 1920 Mitglied des Senats der Universität Sydney. Für seine Verdienste wurde er am 15. Oktober 1920 zum Knight Commander des Order of the British Empire (KBE (Civ)) geschlagen, so dass er seither den Namenszusatz „Sir“ führte. Er bekleidete zwischen 1920 und 1921 erneut das Amt des Präsidenten der Vereinigten Handelskammern von Australien und war zudem zwischen 1922 und 1924 Mitglied des Commonwealth Note Issue Board, des Währungsausschusses der Zentralbank (Commonwealth Bank). 1929 wurde er Mitglied des Direktoriums der Bank of New Zealand (BNZ) und gehörte diesem 25 Jahre lang bis 1954 an. Für seine Verdienste wurde ihm ferner am 5. Dezember 1933 das Recht verliehen, den Titel The Honourable auf Lebenszeit zu führen. Er war 1938 Mitglied des Komitees der National Defence League und engagierte sich des Weiteren als Präsident der English-Speaking Union (ESU), als Präsident des Vorstands des Crown Street Women’s Hospital, als Präsident der Crippled Children’s Association, einer Gesellschaft für Kinder mit Behinderungen, als Vizepräsident der Rote-Kreuz-Gesellschaft von New South Wales, als Vizepräsident der christlichen Jugendorganisation Boys’ Brigade sowie als Vizepräsident des Millions Club.
Henry Braddon war zwei Mal verheiratet. Aus seiner ersten am 2. September 1891 in Strathfield geschlossenen Ehe mit der 1942 verstorbenen Bertha Mary Russell gingen eine Tochter und zwei Söhne hervor. Am 8. September 1944 heiratete er in zweiter Ehe Violet May Inglis.

## Veröffentlichungen
- The guilds. A survey of the old guild system and a comparison of some of its features with our conditions to-day under our industrial laws. The Joseph Fisher lecture in commerce, Adelaide 1925
- he making of a constitution, Sydney 1930